# 12357 Тояко
12357 Тояко (12357 Toyako) — астероїд головного поясу, відкритий 16 вересня 1993 року.
Тіссеранів параметр щодо Юпітера — 3,177.
Названо на честь озера Тоя (яп. とうやこ(洞爺湖) то:я ко).